# 信越電力
信越電力株式会社（しんえつでんりょく かぶしきがいしゃ）は、大正から昭和初頭にかけて存在した日本の電力会社である。関東最大の電力会社東京電灯の子会社で、長野・新潟県境地域での水力発電を手掛けた。
設立は1919年（大正8年）。1924年（大正13年）にかけて信濃川水系中津川に3か所の発電所を完成させ、東京電灯に対する電力供給や発電所地元での配電を開始した。1928年（昭和3年）には福島県に発電所を持つ東北電力と埼玉県に発電所を持つ関東水電を合併し東京発電株式会社（とうきょうはつでん かぶしきがいしゃ）と社名を改めた。
1931年（昭和6年）、親会社の東京電灯に合併されて消滅した。信越電力が計画していた信濃川発電所は東京電灯へと引き継がれ、1939年（昭和14年）になって完成している。

## 概要
信越電力株式会社は、1919年（大正8年）から1931年（昭和6年）にかけて12年間にわたり存在した電力会社である。ただし1928年（昭和3年）以降の3年間は「東京発電株式会社」を称する。一般需要家への配電よりも別の電力会社に対する電力販売に重きを置いた発電事業中心の電力会社で、長野・新潟県境地域に水力発電所を構えた。本社は事業地ではなく東京市内に置いた。
会社発足は1919年5月。関東地方最大の電力会社東京電灯が半分の株式を引き受けて設立された。信濃川の長野・新潟県境付近に出力10万キロワット超の大規模発電所を建設することが本来の起業目的である。信濃川水利権の競願者であった中津川水電株式会社という鈴木商店系の会社（1917年8月設立）を1919年10月に合併したことで県境地域を流れる信濃川支流中津川における発電計画を同社から継承。信濃川本流開発に先立って中津川での発電所建設を進め、1924年（大正13年）までに3か所の発電所を完成させた。その発生電力は大部分が発電所渡しで東京電灯へと売電され、残りは津南地域を中心とする発電所周辺地域への配電に充てられた。
1928年（昭和3年）12月、東北電力株式会社・関東水電株式会社の2社を合併し社名を信越電力から東京発電と改めた。このうち東北電力は信越電力と同じく東京電灯の子会社であり、1926年（大正15年）1月に設立。福島県西部を流れる阿賀野川水系只見川に10万キロワット超の発電所を建設する計画を持っていたが、現実に経営中の事業は只見川水力電気（旧・野沢電気）から引き継いだ福島県河沼郡野沢町（現・西会津町）を中心とする配電事業だけであった。一方の関東水電は三井財閥系の電力会社で、只見川の源流にあたる尾瀬地域に未開発水利権を持っていたが、開業済みの事業は埼玉県内で営む荒川上流部での発電事業および炭化カルシウム（カーバイド）・石灰窒素製造事業に限られた。
東京発電時代の1929年（昭和4年）には只見川上流部で13地点に及ぶ水利権を獲得し、信濃川本流と尾瀬を含む只見川に水利権を持つ電力会社となったものの、それらを開発に移すことなく親会社東京電灯の打ち出した子会社整理方針に従って1931年6月同社へと吸収され消滅した。東京電灯へと引き継がれた旧東京発電の開発計画のうち信濃川発電所のみ1939年（昭和14年）運転開始に漕ぎつけたが、その後に予定された只見川開発は日中戦争下で始まった電力国家管理政策の影響で東京電灯の手では着手できずに終わった。
太平洋戦争後の再編により、信越電力・東京発電の設備のうち中津川の発電所3か所および荒川の発電所1か所は東京電力へ、福島県内にあった発電所1か所と新潟・福島両県の供給区域は東北電力へと引き継がれた。また東京電灯への吸収直後に分社化された旧関東水電のカーバイド・石灰窒素工場は事業内容を転換の上でレゾナック秩父事業所（旧・昭和電工秩父工場）として操業を続けている。

## 設立の経緯

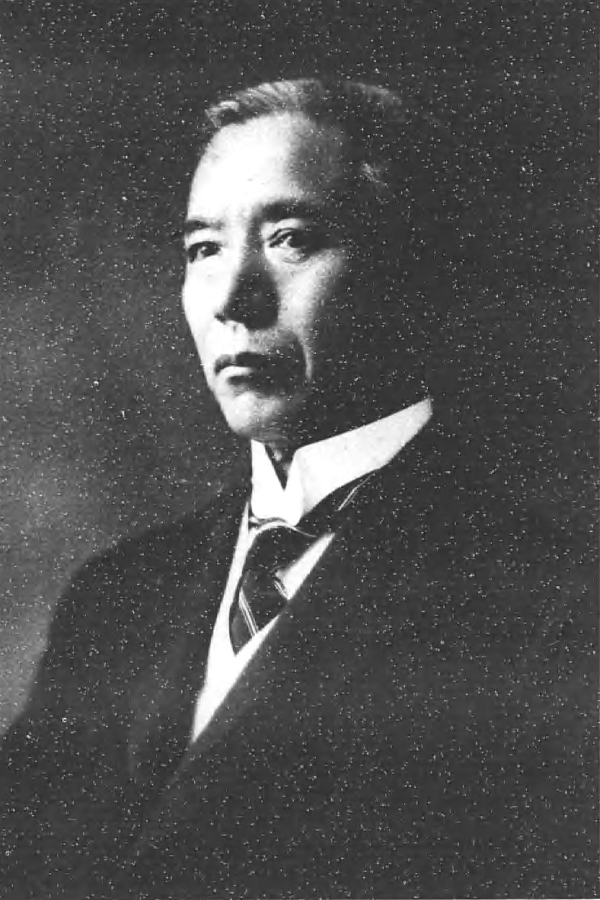
初代社長神戸挙一

1887年（明治20年）、東京市内において日本国内で初めてとなる配電事業を東京電灯が開始した。東京電灯は開業以来需要の拡大とともに火力発電所を増設していくが、1903年（明治36年）になると水力発電への電源転換を決定。山梨県東部を流れる桂川（相模川）での発電所建設に取り組み、1907年（明治40年）より駒橋発電所の運転を開始した。駒橋発電所と東京市内の変電所は送電電圧55キロボルト・全長76キロメートル超の送電線で結ばれており、同発電所の成功によって以後日本では長距離送電とを組み合わせた電源開発が本格化していく。東京電灯では1912年（明治45年）より同じ桂川で八ツ沢発電所（送電電圧55キロボルト）の運転を開始。1913年（大正2年）には鬼怒川水力電気が下滝発電所（栃木県）および同所と東京近郊をつなぐ送電電圧66キロボルト・全長124キロメートルの長距離送電線を完成させた。
1914年（大正3年）12月、猪苗代水力電気の猪苗代第一発電所（福島県）が運転を開始した。同所から東京近郊へと伸びる送電線は鬼怒川水力電気の送電線よりも長い全長225キロメートルに及び、送電電圧は当時の国内最高電圧である115キロボルトが採用された。第一発電所と次いで完成した猪苗代第二発電所の発生電力は多くが東京電灯へと送られ、大戦景気期の旺盛な需要を充足した。一方、東京電灯本体では八ツ沢発電所完成以後1920年（大正9年）に至るまで自社水力発電所を建設していないが、この間の1916年（大正5年）、需要増加に備えて長野県から新潟県にかけて流れる信濃川（長野県側では「千曲川」）における大型発電所計画を立案、実地調査を開始した。そして県境前後の地点に水利権を出願した。
ところが東京電灯の信濃川発電計画は新潟県長岡市の木村松二郎・渡辺六松・渡辺藤吉らが企画する発電計画と競合しており、水利権申請は競願となった。木村らが信濃川水利権を出願したのは1916年6月のことである。木村らは当時、魚沼水力電気社長岡田正平らとともに信濃川支流中津川での発電所建設を目指し「中津川水電株式会社」を設立準備中であった。ほとんど同一の出願を受け付けた長野・新潟両県では、地元出願者に許可して地域的利益を取るか、あるいは東京送電で工業化を促し国益に資するかの判断に苦慮した。当時の新潟県知事北川信従は前者の意向を固めていたという。1917年（大正6年）8月、中津川での水利権許可をうけて木村らが計画する中津川水電は会社設立に至る。中津川水電は発足後も信濃川水利権の獲得を目指し運動を続けた。
信濃川水利権をめぐる競合に関し、中津川水電の設立に途中参加し発足時より経営権を握っていた依岡省輔（社長）ら鈴木商店関係者は、東京電灯との妥協による早期の事業実現を主張した。このため1918年（大正7年）7月、東京電灯と中津川水電の間で妥協が成立し、東京電灯側で出願を取り下げる代わりに中津川水電側の出願人総代を従来の木村松二郎から東京電灯側折衝代表者であった越山太刀三郎（当時東京電灯常務）に変更することとなった。出願者一本化を機に同年10月より「信越電力株式会社」の創立事務が開始される。そして同年11月21日付で発起人に対し信濃川水利権が許可されるに至った。この段階での発電計画は、取水口を長野県下水内郡岡山村（現・飯山市）、放水口を新潟県中魚沼郡外丸村（現・津南町）にそれぞれ設け10万1000キロワットを発電するというものであった。
水利権獲得後の1919年（大正8年）5月10日、東京市内で創立総会が開かれ信越電力株式会社は発足した。資本金は3000万円で、全60万株のうち30万株を東京電灯が引き受けている。信越電力の取締役には当時の東京電灯役員のうち神戸挙一・若尾璋八・中原岩三郎・越山太刀三郎・大倉喜八郎・岡崎正也の6名、中津川水電役員・株主から依岡省輔・山岡元一・藤田謙一の3名が選ばれ、その中から東京電灯社長を務める神戸挙一が初代社長に選出された。本社は事業地ではなく東京市内に構えた。

## 発電所建設

### 中津川水電の合併
信越電力では発足2か月後の1919年7月7日、中津川水電との間に合併契約を締結した。合併比率は1対1で、合併に伴う資本金増加は200万円である。信越電力は7月28日開催の臨時株主総会で中津川水電合併を決議ののち、契約中の合併期日通り同年10月11日付で同社を合併した。合併報告総会は10月30日に開催されている。
合併相手の中津川水電は、1917年8月8日、資本金200万円をもって新潟県長岡市城内町1丁目に設立された。前述の通り木村松二郎・渡辺六松・渡辺藤吉ら長岡市の実業家を中心に企画された会社で、信濃川支流の中津川に2か所の水利権を持っていた。中津川水利権は元々中魚沼郡十日町（現・十日町市）所在の魚沼水力電気が1916年4月に許可（1地点のみ）されていたもので、中津川水電発起人が20万円でこれを買収の上で2か所へと変更していた。中津川水電の事業計画は、中魚沼郡秋成村（現・津南町）に第一発電所、同郡芦ヶ崎村（同）に第二発電所を設けるというもので、送電先は長岡市や三島郡寺泊町が予定されていた。
中津川水電では1919年6月に工事電源用発電所として中津川補助発電所（後の中津川第三発電所）を着工していた。信越電力では最初の工事として同発電所建設を引き継ぎ、1921年（大正10年）5月に竣工させた。発電所の使用認可は5月25日付で下りている。発電所所在地は中魚沼郡芦ヶ崎村大字芦ヶ崎（現・津南町芦ヶ崎）。中津川最下流、信濃川合流点近くにあり、出力は860キロワットであった。補助発電所の電力は地元の要望に応え1921年8月より周辺地域への配電にも充てられた。信越電力による配電は下船渡村・芦ヶ崎村に始まり、1924年（大正13年）にかけて順次長野県側にもまたがる計10村に広げられていった（下記#供給区域一覧を参照）。

### 中津川第二発電所の建設

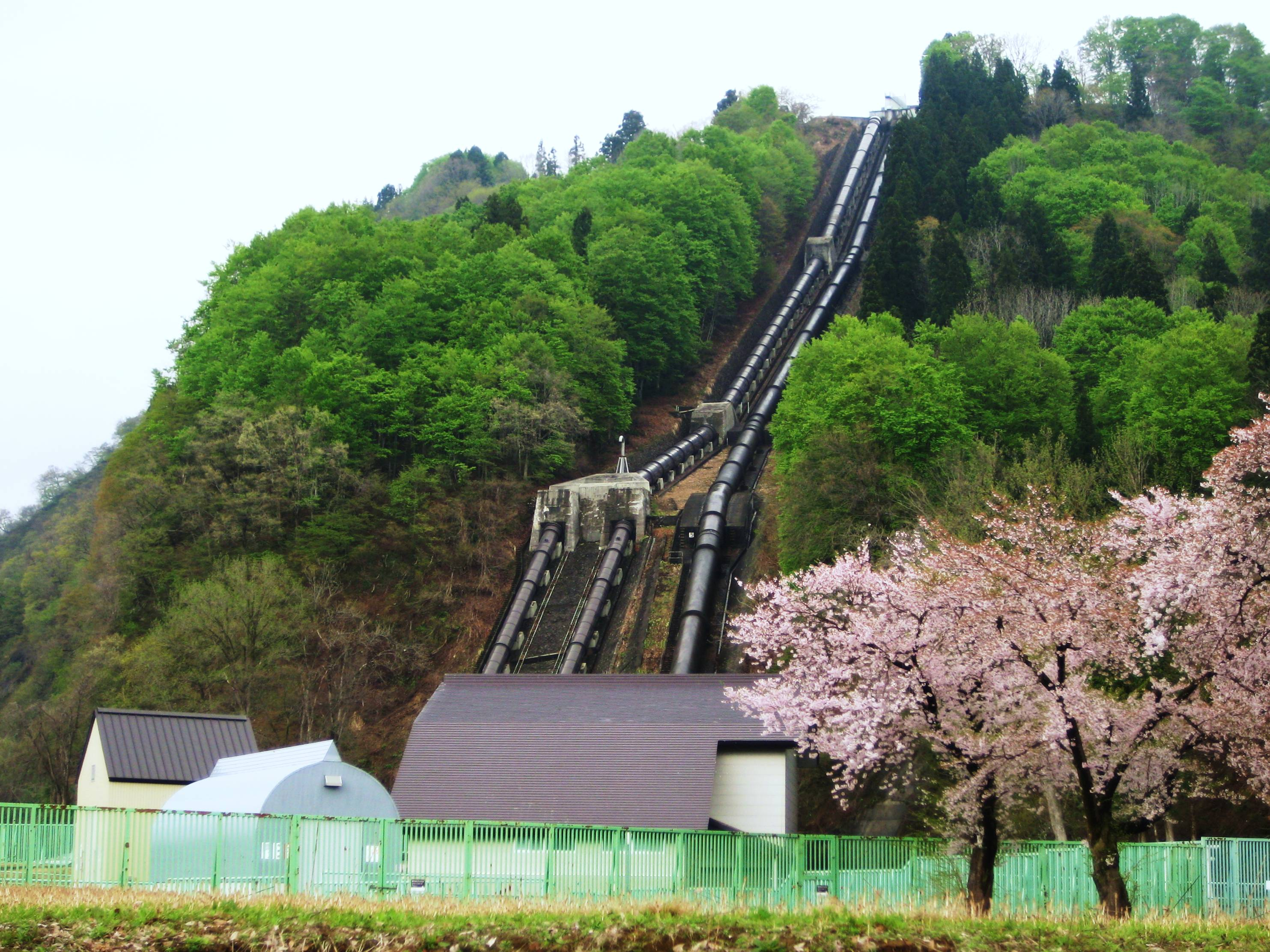
中津川第二発電所（2008年）

工事用発電所を完成させた信越電力では続いて1921年6月中津川第二発電所の建設に着手した。中津川下流側の発電所で、所在地は新潟県中魚沼郡芦ヶ崎村大字芦ヶ崎（現・津南町芦ヶ崎）。翌1922年（大正11年）9月末に調整池を除いて竣工し、1923年（大正12年）4月25日調整池も竣工した。発電所の使用認可はその間の1922年11月17日付で得ている。東京電灯に対する送電は同年12月20日より開始された。
上流側、中津川第一発電所前に中津川を横断する取水堰堤を持ちその左岸側に取水口があるが、第一発電所の放水を直接水路に流すことも可能である。沈砂池から上部水槽兼調整池に至る水路は全長6.9キロメートル。調整池は発電所付近の台地上を掘削することで建設された。第一発電所に比べて有効落差が小さいため水圧鉄管も349メートルと短い。放水路は中津川第三発電所の水路に繋がる。
発電設備は米国アリス・チャルマーズ (Allis-Chalmers) 製縦軸フランシス水車およびゼネラル・エレクトリック (GE) 製1万キロボルトアンペア発電機各2台からなる。発電所出力は1万8000キロワットで、発生電力の周波数は50ヘルツに設定された。

### 中津川第一発電所の建設
中津川第二発電所工事中の1922年8月、上流側に中津川第一発電所が着工された。発電所所在地は中魚沼郡秋成村大字穴藤（現・津南町穴藤）。1924年7月調整池を除き竣工、9月13日に全面竣工した。送電開始（対東京電灯）は同年10月1日である。
取水口は長野県側、中津川と支流雑魚川の合流点手前に中津川（別名「魚ノ川」）と雑魚川別個に設けられている。水路は魚ノ川取水口から雑魚川取水口を経て沈砂池へ通ずる。沈砂池からは8.9キロメートルの水路により発電所近くの高原地帯にある調整池へと導水される。この調整池は小渓谷を高さ19.7メートルのダム（高野山ダム）で締め切って構築されたもの。調整池の水は圧力水路でサージタンクへと送られ、そこから859メートルに及ぶ水圧鉄管で発電所へと落とされる。
発電設備はアリス・チャルマーズ製横軸ペルトン水車およびGE製1万4444キロボルトアンペア発電機各3台からなる。発電所出力は高落差のため3万8950キロワットと大きい。発生電力の周波数は50ヘルツに設定された。

### 東京電灯の「上越線」建設
中津川第一・第二両発電所は東京電灯への供給用、中津川第三発電所は地元配電用の発電所であった。東京電灯供給用である前者には隣接地に東京電灯の変電所が設置された（中津川第一変電所および中津川第二変電所）。このうち中津川第二変電所は東京電灯の送電線「上越線」の起点である。上越線は亀戸変電所（東京府南葛飾郡小松川町＝現・江戸川区）との間を結んでおり、全長は197.8キロメートル、送電電圧は154キロボルト。信越電力からの受電用に東京電灯が建設した送電線であり、1922年12月に北半分、前橋（群馬県）までの区間が暫定的に66キロボルト送電線として完成。1924年4月に亀戸までの南半分が完成し、154キロボルト送電線として使用が開始された。関東地方においては1923年に完成した京浜電力「京浜線」に続く154キロボルト送電線である。
上越線には中津川第一変電所からの送電線（穴藤支線）も合流する。また途中の萱付変電所（南魚沼郡三国村＝現・湯沢町）では66キロボルト送電線の東京電灯「湯沢線」が合流した。萱付変電所には清津川の水を魚野川に落とし発電する東京電灯湯沢・関山両発電所の発生電力が送られており、ここで両発電所からの電力は昇圧され上越線へ流される。上越線にはさらに群馬県側の湯宿開閉所にて小松発電所から伸びる小松支線も合流した。この支線により利根川・片品川にある小松・岩室・上久屋各発電所の一部発生電力が上越線へ流された。湯沢線・小松支線ともに1922年12月の使用開始である。一方、上越線の送電先は送電線終端の亀戸変電所に加えて花畑変電所（東京府南足立郡花畑村＝現・足立区）も存在した。花畑変電所へと分かれる花畑支線は1927年（昭和2年）4月に使用開始された。
以上の上越線のほかに、中津川第二変電所からは東京電灯「長岡線」も伸びていた。同送電線は送電電圧66キロボルトで、十日町変電所（中魚沼郡十日町）を経て長岡変電所（長岡市城岡町）へと至る。使用開始は1923年10月。十日町では魚沼水力電気が400キロワットの電力を、長岡では新潟水力電気（後の新潟電力）・新潟電気（同）・北越水力電気の3社が計8500キロワットの電力をそれぞれ東京電灯から受電していた（1927年時点）。

### 信濃川発電所建設準備

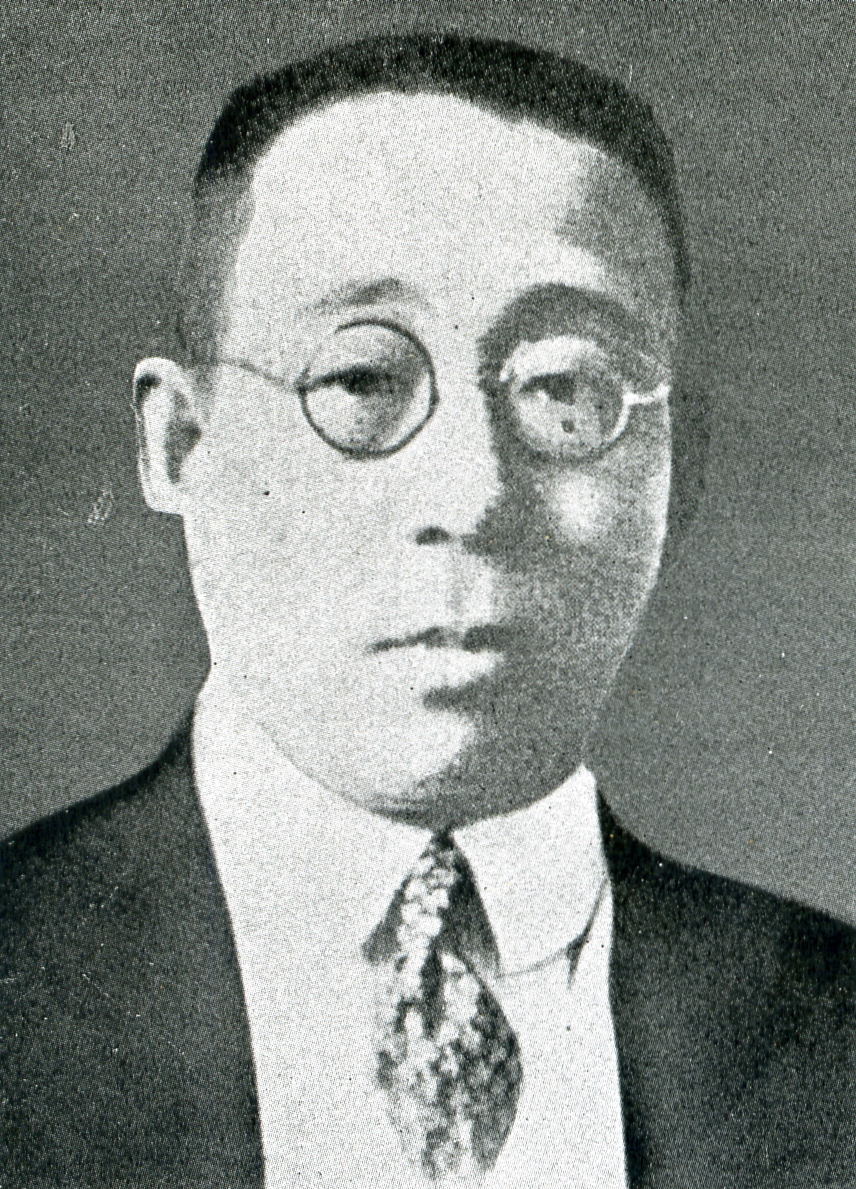
第2代社長若尾璋八

信越電力設立の主目的である信濃川発電所の建設に関しては、1919年9月より水路の実測が開始された。1920年3月には資材輸送に利用すべく飯山鉄道（飯山線にあたる鉄道路線を建設）との間に200万円出資についての覚書を交わした。1921年2月、取水口を上流、放水口を下流に移す計画変更の許可も得た。しかし信濃川の下流側での発電所建設を目指す鉄道省との調整に時間を要し着工延期を余儀なくされた。1926年（大正15年）6月になって鉄道省との間に協定が成立し、長野・新潟両県から工事施行認可が下りた。
信濃川発電所の建設費は約9000万円と見積もられた。信越電力はこのころすでに資本金3200万円を全額払込済みであったため、5000万円の増資と新規社債発行で資金調達を行う方針が検討されたものの、実際には増資はせず1927年11月臨時株主総会にて外債も視野に入れた社債募集を決議した。そして同年12月1日、米ドル建て社債765万ドル（約1534万6000円）の発行に踏み切った。「五大電力」と呼ばれる大手電力会社（東京電灯・東邦電力・宇治川電気・大同電力・日本電力）以外で外債発行に踏み切った電力会社は信越電力が唯一。償還期限25年（1952年12月まで）の長期債で利率は6.5パーセント、引受会社はディロン・リード商会 (Dillon, Read & Co.) であった。外債発行で得た資金は借入金返済と信濃川発電所工事資金の一部に充てられた。
1920年代後半には経営陣にも異動があった。まず1925年（大正14年）6月の役員改選に際し八巻弥一が常務取締役に選ばれた（就任前は取締役兼支配人）。次いで1926年12月、若尾璋八が社長に就任した。東京電灯副社長であった若尾は同社でも神戸挙一の死去に伴い1926年12月後継社長に就いている。また1927年3月、東京電灯の社内整理のため東電証券株式会社という持株会社が設立された。東京電灯が持つ傍系会社の株式がこの東電証券に移されたため、信越電力においても親会社が東電証券へと置き換えられている。

## 東京発電への発展と解散

### 合併と社名変更
信越電力の親会社東京電灯は、1920年代に入ると猪苗代水力電気をはじめとする発電会社の合併や、先に触れた湯沢発電所など自社発電所の建設によって供給力を拡大した。これらに加えて、電源拡大と自社市場への割り込み防止の観点から、発電会社に対する支援とその開発で生ずる電力の引き受けを積極的に行った。しかし発電会社からの購入電力は自社発電に比して割高であり、なおかつ発電会社との関係上受電打ち切りが容易ではないため、需要の低迷が顕在化した1920年代後半には経営上の重荷となっていった。そのため東京電灯では購入電力を圧縮するべく契約単価の値下げに努め、経費削減によって契約単価の引き下げの余地を生み出すべく発電会社同士を合併させるという対策まで講じはじめた。
信越電力ではこうした東京電灯の発電会社合同の方針に従い、同じく東京電灯傘下の電力会社である東北電力株式会社と、三井財閥傘下の電力会社・関東水電株式会社の合併に踏み切った。合併契約の締結は1928年（昭和3年）7月20日付。合併条件は以下のように設定された。
- 資本金3500万円（うち891万8750円払込）の東北電力については、合併比率を10対9として吸収する。すなわち信越電力は資本金を3150万増加し、額面50円払込済みの新株4050株と12円50銭払込の新株62万5950株を東北電力の株主に対し同額払込みの持株10株につき9株の割合で交付する。
- 資本金1200万円（うち600万円払込）の関東水電については、合併比率を10対4として吸収する。すなわち信越電力は資本金を480万円増加し、額面50円払込済みの新株9万6000株を関東水電の株主に対し25円払込の持株10株につき4株の割合で交付する。
- 合併期日は1928年12月1日とする。

信越電力では1928年8月25日に臨時株主総会を開いて東北電力・関東水電合併を決議し、加えて合併成立後の「東京発電株式会社」への社名変更も決定した。合併は11月24日付で逓信省より認可があり、契約期日通り12月1日付で実行に移された。12月24日、信越電力で合併報告総会が開かれ合併手続きが完了、同日付をもって社名を東京発電へと改めた。合併後、河西豊太郎・田邊七六が常務取締役に就任し、八巻・河西・田邊の3常務体制が敷かれた。河西・田邊はどちらも旧東北電力の常務取締役である。

### 被合併会社の沿革：東北電力

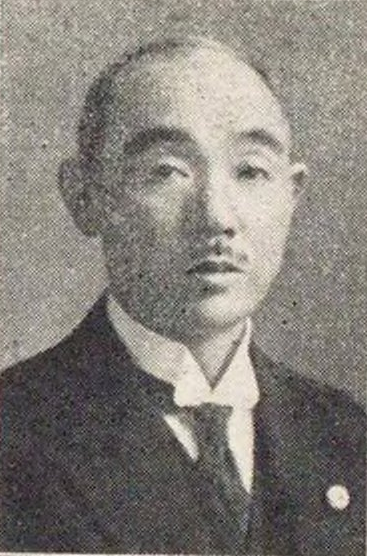
東北電力・東京発電常務河西豊太郎

信越電力が合併した会社のうち東北電力株式会社は、1926年1月18日、東京市麹町区（現・千代田区）に資本金2500万円で設立された。同社は福島県を流れる阿賀野川水系只見川の開発を目的とする会社である。
交通の便が極めて悪いものの大出力の水力発電所を建設できる只見川は明治末期から注目され、大正時代には福島県宛に水利権の出願が殺到した。この只見川水利権争奪戦は、岡田治衛武ら「東北水力電気株式会社」発起人の出願（1912年12月）を引き継いだ地元の野沢電気株式会社が制し、1919年8月2日付で水利権を許可された。この段階での発電計画は、福島県大沼郡西方村（現・三島町）に取水口、河沼郡野沢町（現・西会津町）に放水口を設けて9094キロワットを発電するというものである。水利権を獲得した野沢電気は1916年10月14日、資本金2万円で河沼郡野沢町に設立。元来は野沢町を中心に配電する小規模事業者であったが、水利権獲得を機に1919年12月、資本金を22万5000円から一挙に1000万円とする増資を決議し、社名も「只見川水力電気株式会社」へと改めた。増資に際して郡山市の電力会社郡山電気の傘下に入り、社長にも同社社長の橋本萬右衛門が入った。
只見川水力電気は只見川開発に向け計画見直しに着手したものの、水利権許可条件に含まれていた1921年9月15日までの工事実施認可申請書提出を履行できず水利権を失効させてしまった。同社は11月水利権の再許可を出願するも、その後只見川では酒井忠亮ら「東北水電株式会社」発起人、蒲生俊ら「日本送電株式会社」発起人、吉野周太郎ら「只見川電力株式会社」発起人からも水利権が出願された。1923年に入ると東北水電発起人と只見川水力電気で出願一本化の協議がまとまり、只見川水力電気の後援を得た東北水電発起人は1925年2月18日付で水利権獲得に成功した。この段階での発電計画は、大沼郡沼沢村大字水沼（現・金山町水沼）にて只見川から取水し、そこから15.9キロメートルに及ぶ水路で河沼郡野尻町字御見乙に設ける発電所まで導水して10万5000キロワットを発電する、そして発生電力はすべて東京電灯へ供給する、というものであった。
水利権許可をうけて東北水電は東北電力株式会社の名で会社設立に至った。設立にあたっては東京電灯が過半数の株式を引き受けたほか、東信電気も資本参加した。設立時の取締役には酒井忠亮・根津嘉一郎・神戸挙一・若尾璋八・河西豊太郎・田邊七六・松永安左エ門・橋本萬右衛門・今泉得二・八田宗吉・紺野九右衛門・笠原忠造の12名が選ばれ、1926年1月23日の重役会で酒井が会長（社長空席）、根津系の河西と若尾系の田邊が常務に互選された。設立9か月後の1926年10月7日、東北電力は只見川水力電気を合併した。合併に伴う資本金増加は1000万円である。
このように只見川開発を目的に発足した東北電力であったが、同社による開発も水利権を得ただけに留まり着手が見送られた。そのため実際の事業は只見川水力電気から継承の供給事業、すなわち滝谷川発電所（出力445キロワット）を電源とした福島県下の河沼・大沼両郡計19町村への電灯・電力供給だけであった。なお電源の滝谷川発電所は野沢町から30キロメートル離れた大沼郡中ノ川村大字冑中（現・河沼郡柳津町冑中）にある、只見川支流の滝谷川を用いる発電所で、1920年7月に完成したものである。

### 被合併会社の沿革：関東水電

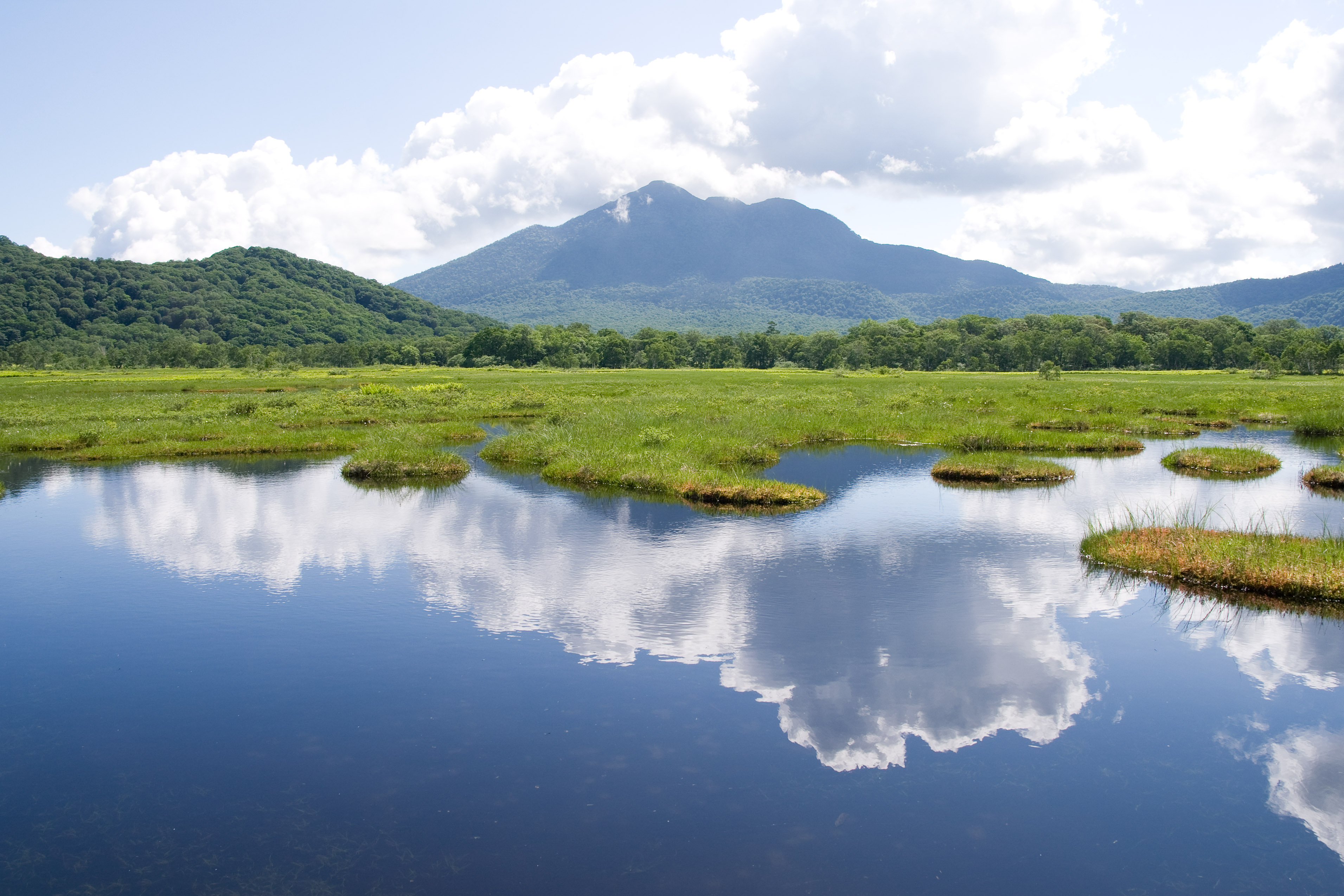
関東水電がダム建設を計画した尾瀬ヶ原（2011年）

信越電力が合併した会社のうち関東水電株式会社は、1919年6月2日、埼玉県北足立郡浦和町（現・さいたま市）に資本金300万円で設立された。酒井匡・高橋熊次らが獲得した荒川上流の水利権を元に起業された会社で、当初は自社電力を活用した窒素肥料など化学工業品の製造と余剰電力の販売を目的とした。設立当初の筆頭株主は三井財閥系の王子製紙であり、酒井匡・高橋熊次のほかに大橋新太郎（王子製紙・電気化学工業取締役）や藤原銀次郎（王子製紙専務）、藤山常一（電気化学工業専務）も設立時の取締役に名を連ねる。初代社長には大橋新太郎が選ばれた。
関東水電は設立間もない1919年11月、只見川源流部にあたる尾瀬での水利権を群馬県に出願した。この段階での発電計画は、
- 尾瀬沼をダム湖化して第一発電所（出力2000キロワット）を置く。
- その下流側の尾瀬ヶ原全体もダム湖化しその水を利根川支流楢俣川方面の第二発電所（出力2万3152キロワット）へと導水する。
- 第二発電所の放水を利根川沿いに群馬県利根郡水上村（現・みなかみ町）高日向の第三発電所（出力1万9754キロワット）まで導水する。

というものであった。この発電計画は尾瀬の自然保護という観点から計画反対の声が強く、福島県側も只見川の水が利根川へと流される流域変更を問題視して反対論を唱えたが、群馬県側は水利権を許可する方針で動き、結局同県は1922年6月6日付で関東水電の水利権出願に許可を与えた。水利権獲得後、関東水電では別途設立した「第二関東水電株式会社」を合併するという形で1200万円への増資を実行した。第二関東水電（資本金900万円）の設立は1923年1月11日付、その合併は1923年3月31日付である。この増資により王子製紙のほか三井合名会社・電気化学工業・三菱合資会社が大株主に加えられた。
荒川では埼玉県秩父郡大滝村（現・秩父市大滝）にて栃本発電所の建設に取り掛り、当初は1922年3月の完成を目指していたものの、資金難による工事中断もあり竣工は1927年8月末までずれ込んだ。発電所出力は4020キロワット。発電所の使用開始は11月7日からで、その電力は秩父郡影森村（現・秩父市）に新設の自社工場に送られて炭化カルシウム（カーバイド）・石灰窒素製造に用いられた。こうして開業に至ったものの、1928年上期（1928年5月期）の決算では1810円の純利益を上げるに過ぎず無配当であった。
なお影森工場は東京発電に引き継がれた後も経営難が続き、1931年（昭和6年）1月には石灰窒素製造の停止を余儀なくされた。さらに同年3月には昭和肥料への経営委託が開始された。同社は東京電灯と東信電気の共同出資によって1928年に設立された石灰窒素・硫酸アンモニウム（硫安）メーカーである。1931年11月、影森工場は秩父肥料株式会社（翌年秩父電気工業へ改称。社長森矗昶）として独立。1932年には事業をステンレス鋼などの原料となる低炭素フェロクロムの製造へと転換し、翌年カーバイド製造を打ち切った。1934年（昭和9年）9月、秩父電気工業は森矗昶の本拠である日本電気工業へと吸収される。そして1939年（昭和14年）6月に昭和肥料・日本電気工業の合併で昭和電工（現・レゾナック・ホールディングス）が発足すると旧関東水電の工場は昭和電工秩父工場となった。

### 東京電灯と東京発電の合併

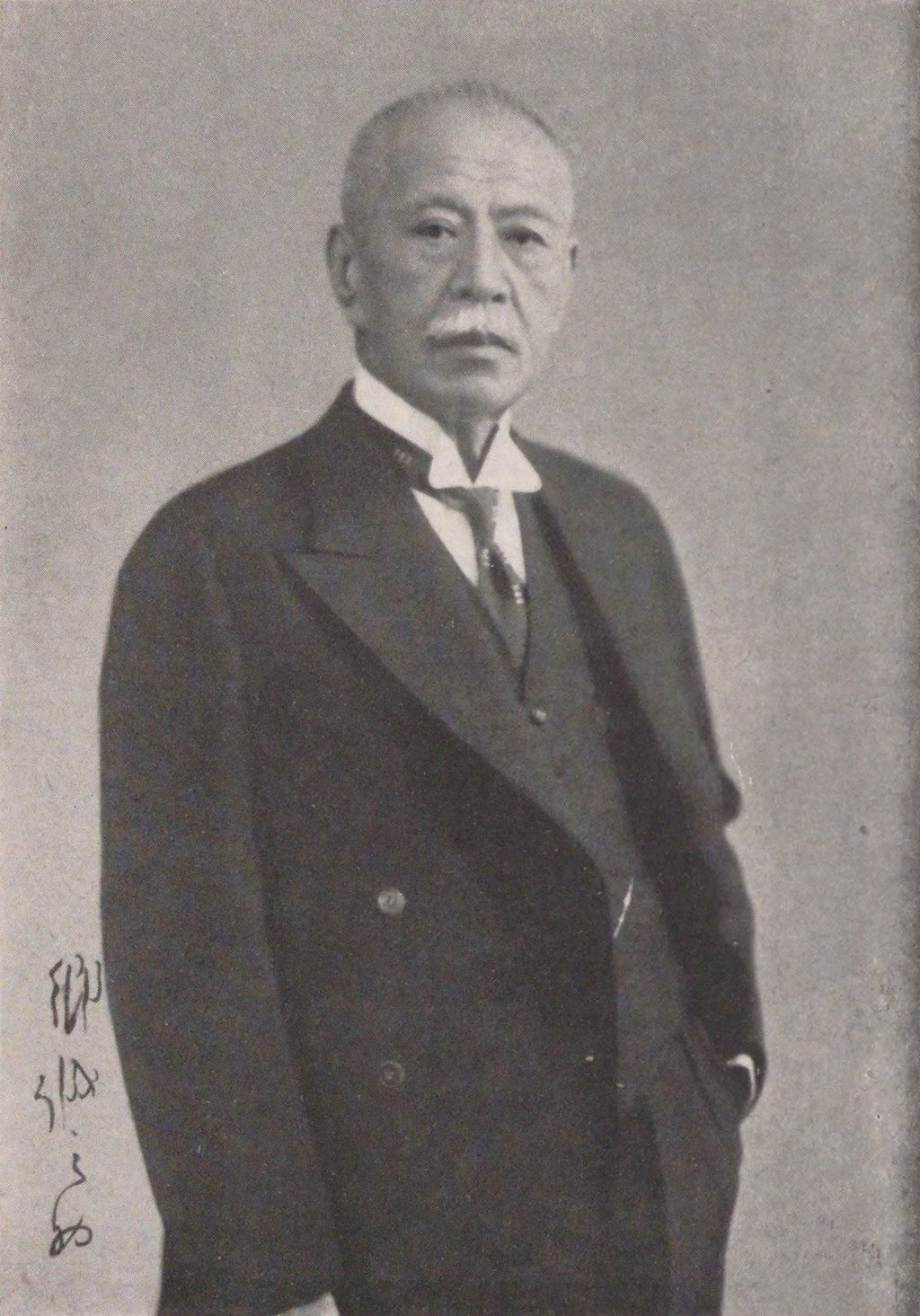
第3代社長郷誠之助

東北電力・関東水電合併により信濃川・只見川に未開発水利権を持つことになった東京発電であるが、信濃川発電所（出力16万6000キロワットを予定）を先に開発し、その後に只見川開発にあたるという方針を固め、1930年（昭和5年）には需要動向を踏まえて東京電灯との間に1934年度（昭和9年度）より半分の8万3000キロワットを、翌年度より残る8万3000キロワットの送電を開始する旨の内約を取り付けた。一方の只見川では、旧東北電力時代に出願していた水利権が1929年（昭和4年）4月26日付で許可された。許可地点はすべて既許可野沢発電所の上流側にあたり、只見川本流6地点、支流中ノ岐川・北ノ又川・袖沢・叶津川各1地点、支流白戸川2地点、そして沼沢沼（沼沢湖）の揚水発電を加えた計13地点からなる。この水利権獲得に向けた運動中、旧関東水電が計画していた利根川への流域変更を伴う尾瀬開発は取り止め、尾瀬の水を従来通り只見川へ流す方針を固めている。
親会社東京電灯では、経営不振により1930年6月甲州財閥に属する社長若尾璋八が更迭され、金融資本の介入で1927年より東京電灯に入っていた郷誠之助（会長兼社長）と小林一三（副社長）が実権を握り、緊縮政策による経営再建に着手した。東京発電でも同年8月若尾が取締役社長を辞職し、代わって同年9月郷と小林が取締役に就任。社長郷誠之助・副社長河西豊太郎（常務不在）という経営体制が発足した。
東京電灯では経営再建の一環として子会社整理の方針を打ち出し、まず東京発電の合併を決定した。東京電灯と東京発電の合併契約は1930年12月6日付で締結。合併条件は、存続会社の東京電灯は資本金を2241万3000円増加して新株44万8260株（額面50円全額払込済み）を発行し、解散する東京発電の株主に対し持株が額面50円全額払込済み株式の場合2株につき1株、持株が12円50銭払込株式の場合8株につき1株の割合で新株を交付する（ただし東京電灯自社所有分の70株は消却）、というもの。合併比率が2対1と東京発電側に不利な条件に設定されたのは、合併による資本金増加を抑制するため、また東京発電の業績低迷のためである。同年12月26日、東京電灯・東京発電はそれぞれ株主総会を開いて合併を決議した。
翌1931年3月31日、逓信省から合併認可が下りた。翌4月1日、合併契約にある合併期日通りに合併が実行される。6月25日には東京電灯側で合併報告総会が開催されて合併手続きが完了し、同日付をもって東京発電は解散した。

### 開発計画のその後

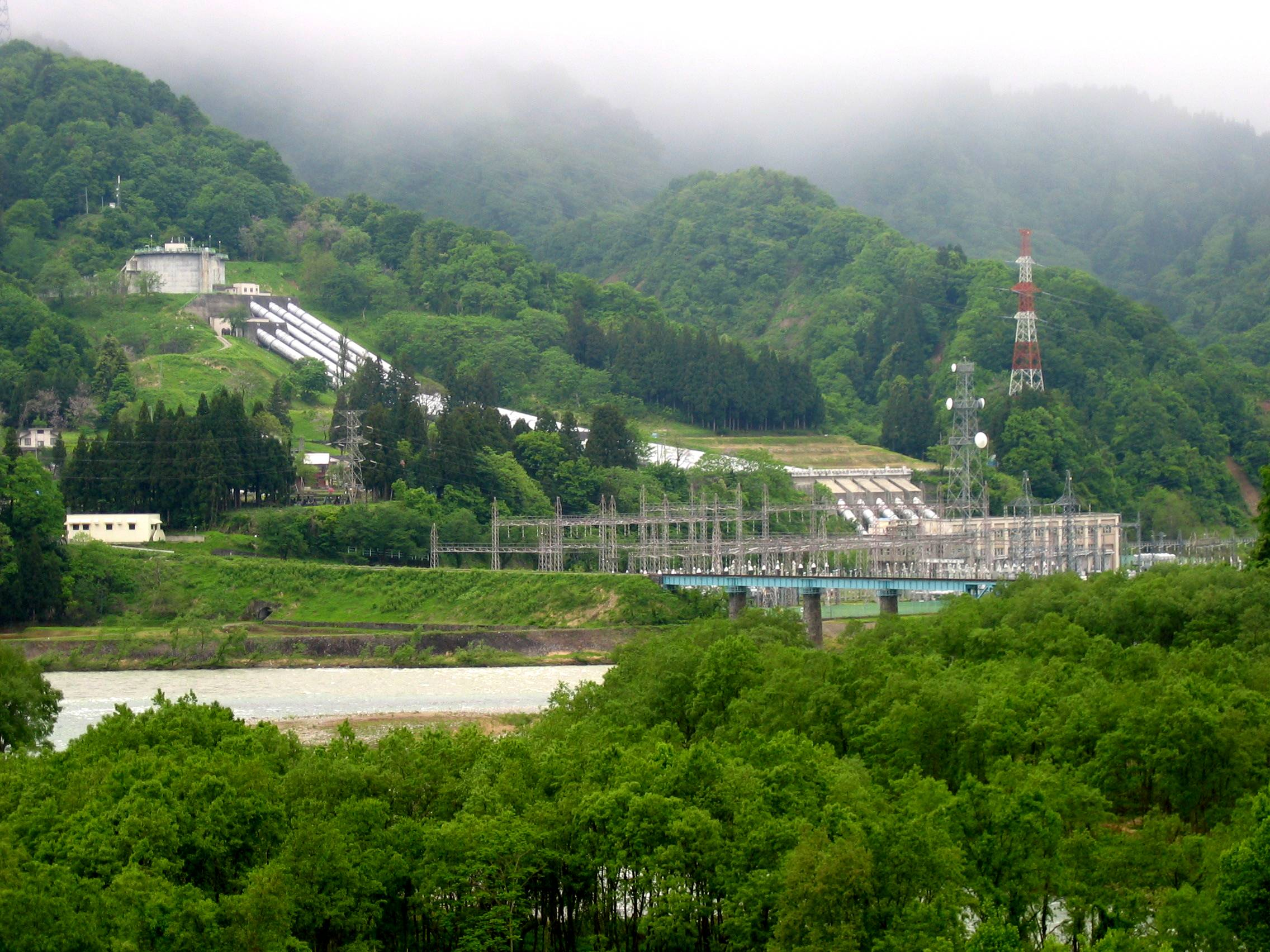
信濃川発電所（2006年）

東京発電の合併によって東京電灯は信濃川発電所の計画を引き継いだものの、昭和恐慌下のため着工できず工事期限の延期申請を繰り返した。その後1930年代半ばに軍需をはじめとする重化学工業の発展で電力需要が増加に向かうとようやく着工に向けて動き始め、1936年（昭和11年）9月より本工事に着手した。信濃川発電所の概要は、長野県下水内郡岡山村大字照岡（現・飯山市照岡）にて信濃川を横切る高さ14.24メートルの西大滝ダムを築造の上取水し、ここから信濃川左岸を20.6キロメートルにわたる水路で上部水槽へ導水、それを109.85メートルに及ぶ水圧鉄管で発電所へと落とすというもの。発電所は新潟県中魚沼郡外丸村字鹿渡新田（現・津南町三箇）に位置し、発電設備として水車・発電機各5台を備える。信濃川発電所は1939年（昭和14年）11月、水車・発電機各3台の完成で出力9万2000キロワットにて運転を開始し、翌1940年（昭和15年）11月には残りの水車・発電機も完成して出力16万5000キロワットという当時日本最大の発電所として竣工した。
信濃川発電所工事中の1939年4月1日、電力管理法に基づく国策電力会社日本発送電株式会社が発足した。これにあわせて送電電圧100キロボルト超の送電線や60キロボルト超の送電幹線などの設備は日本発送電へと帰属させることとなり、東京電灯では中津川第二発電所と亀戸変電所を繋ぐ「上越線」（穴藤・小松・佐久・花畑各支線を含む）や中津川第二発電所から長岡変電所へと至る「長岡線」を含む送電線を日本発送電へと出資した。出資後は、旧信越電力関連の中津川第一・第二・第三各発電所はいずれも日本発送電へと全出力を供給する発電所という扱いとなっている。信濃川発電所も同様の扱いがなされており、東京電灯ではなく日本発送電が中津川第二発電所付近で上越幹線に接続する送電線を新設した。また1943年（昭和18年）11月には信濃川発電所から新潟方面を連絡する送電線も整備され、信濃川発電所の発生電力が日本軽金属新潟工場にも送られるようになった。
日本発送電の設立により、出力5000キロワット超の発電所は原則として同社が開発することとなり、未開発のままであった東京電灯の只見川水利権は自社開発が不可能となって実質的に無効化された。さらに1940年（昭和15年）8月、日本発送電が宮下発電所建設（1946年運転開始）のため只見川水利権を取得すると、東京電灯が持っていた野沢発電所水利権（1925年2月許可）と沼沢沼発電所水利権（1929年4月許可）は日本発送電株式会社法の規定に則り正式に取り消された。このように東京発電から東京電灯へと引き継がれた開発計画は信濃川発電所を除いて電力国家管理に間に合わず、東京電灯の手で着手されることはなかった。

## 年表

### 信越電力・東京発電
- 1917年（大正6年）
  - 8月8日 - 中津川水電株式会社設立[16]。
- 1918年（大正7年）
  - 11月21日 - 信越電力発起人に対し信濃川水利権許可[11]。
- 1919年（大正8年）
  - 5月10日 - 信越電力株式会社設立。資本金3000万円、本店所在地東京市麹町区有楽町3丁目3番地[1]、初代社長神戸挙一[14]。
  - 10月11日 - 信越電力は中津川水電を合併[15]。資本金3200万円となる[15]。
- 1921年（大正10年）
  - 5月25日 - 中津川補助発電所（後の中津川第三発電所）の使用認可[19]。
  - 8月 - 配電事業開始[18]。
- 1922年（大正11年）
  - 11月17日 - 中津川第二発電所の使用認可[21]（12月20日東京電灯への送電開始[23]）。
- 1923年（大正12年）
  - 4月23日 - 本店を東京市麹町区永楽町1丁目1番地へ移転（新社屋は丸ノ内ビル）[23]。
- 1924年（大正13年）
  - 10月1日 - 中津川第一発電所の運転開始[25]。
- 1925年（大正14年）
  - 6月21日 - 本店を東京市芝区桜田本郷町22番地へ移転[85]。
- 1926年（大正15年）
  - 12月13日 - 第2代社長に若尾璋八就任[86]。
- 1927年（昭和2年）
  - 8月21日 - 本店を東京市麹町区内幸町1丁目3番地へ移転[87]。
- 1928年（昭和3年）
  - 7月20日 - 東北電力株式会社および関東水電株式会社との間に合併契約を締結[44]。
  - 12月1日 - 東北電力・関東水電を合併[26]。資本金6830万円となる[4]。
  - 12月24日 - 東京発電株式会社へと社名変更[45]。
- 1930年（昭和5年）
  - 9月3日 - 第3代社長に郷誠之助就任[88]。
  - 10月5日 - 本店を東京市芝区桜田本郷町23番地へ移転[89]。
  - 12月6日 - 東京電灯との間に合併契約を締結[75]。
- 1931年（昭和6年）
  - 4月1日 - 東京電灯との合併実施[75]。
  - 6月25日 - 東京電灯で合併報告総会開催[76]。同日付をもって東京発電解散[2]。

### 東北電力
- 1925年（大正14年）
  - 2月18日 - 東北電力発起人に対し只見川水利権許可[48]。
- 1926年（大正15年）
  - 1月18日 - 東北電力株式会社設立。資本金2500万円[47]。
  - 10月7日 - 只見川水力電気（旧・野沢電気）を合併。資本金増加1000万円[54]。
- 1928年（昭和3年）
  - 7月20日 - 信越電力との間に合併契約を締結[44]。
  - 12月24日 - 信越電力との合併に伴い解散[90]。

### 関東水電
- 1919年（大正8年）
  - 6月2日 - 関東水電株式会社設立。資本金300万円[56]。
- 1922年（大正11年）
  - 6月6日 - 尾瀬での水利権許可[60]。
- 1923年（大正12年）
  - 1月11日 - 第二関東水電株式会社設立。資本金900万円[62]。
  - 3月31日 - 関東水電は第二関東水電を合併。資本金増加900万円[63]。
- 1927年（昭和2年）
  - 11月7日 - 栃本発電所の使用認可[64]。
- 1928年（昭和3年）
  - 7月20日 - 信越電力との間に合併契約を締結[44]。
  - 12月24日 - 信越電力との合併に伴い解散[91]。

## 発電所一覧
東京発電（旧・信越電力）が運転した発電所は以下の5か所である。
| 発電所名   | 出力 (kW) | 所在地                                            | 河川名             | 運転開始                             |
| ---------- | --------- | ------------------------------------------------- | ------------------ | ------------------------------------ |
| 中津川第一 | 38,950    | 新潟県中魚沼郡秋成村穴藤 （現・津南町穴藤）       | 信濃川水系中津川   | 1924年10月                           |
| 中津川第二 | 18,000    | 新潟県中魚沼郡芦ヶ崎村芦ヶ崎 （現・津南町芦ヶ崎） | 信濃川水系中津川   | 1922年12月                           |
| 中津川第三 | 860       | 新潟県中魚沼郡芦ヶ崎村芦ヶ崎 （現・津南町芦ヶ崎） | 信濃川水系中津川   | 1921年5月                            |
| 栃本       | 4,020     | 埼玉県秩父郡大滝村大滝 （現・秩父市大滝）         | 荒川（栃本川）     | 1927年11月 （関東水電から引継ぎ）    |
| 滝谷川     | 445       | 福島県大沼郡中ノ川村冑中 （現・河沼郡柳津町冑中） | 阿賀野川水系滝谷川 | 1920年7月竣工 （東北電力から引継ぎ） |

上記の5発電所はいずれも東京発電から東京電灯へと引き継がれた。そのうち中津川第一・中津川第二・中津川第三各発電所は信濃川発電所とともに1941年10月東京電灯から日本発送電へと出資される。この4発電所は戦後1951年（昭和26年）の電気事業再編成にて（新）東北電力管轄とされた新潟県内にありながらも東京電力へと引き継がれた。栃本発電所は関東配電へ継承（1942年4月東京電灯を吸収）されたのち、1951年の再編成で東京電力へと渡る。残る滝谷川発電所は1939年5月に東京電灯から新潟電力へと譲渡され、1942年4月東北配電が取得。そのまま再編成で後身である（新）東北電力へ引き継がれた。
戦後、1954年（昭和29年）1月に中津川第三発電所が下船渡発電所建設に関連し廃止された。また栃本発電所は二瀬ダム建設に伴い1959年（昭和34年）3月下流600メートル地点へ移設されている。

## 供給区域一覧
東北電力合併後、1930年6月末時点での供給区域は以下の通りである。
| 新潟県   | 新潟県 |
| -------- | --- |
| 中魚沼郡 | 下船渡村・外丸村・中深見村・秋成村・芦ヶ崎村・上郷村（現・津南町）                                                 |
| 長野県   | |
| 下水内郡 | 水内村（現・栄村）、岡山村【一部】（現・飯山市）                                                                   |
| 下高井郡 | 堺村（現・下水内郡栄村）、市川村【一部】（現・野沢温泉村）                                                         |
| 福島県   | |
| 河沼郡   | 野沢町・登世島村・尾野本村・睦合村・下谷村・上野尻村・群岡村【一部】・宝坂村（現・西会津町）、柳津村（現・柳津町） |
| 耶麻郡   | 新郷村（現・河沼郡西会津町）                                                                                       |
| 大沼郡   | 西方村・原谷村・西川村・三谷村（現・三島町）、 中ノ川村・東川村（現・河沼郡柳津町）                                |

新潟・長野両県の10村が旧信越電力区域、福島県内の16町村が旧東北電力区域にあたる。旧信越電力区域では、1921年8月下船渡村・芦ヶ崎村、1923年8月中深見村・秋成村・上郷村、1924年6月外丸村、同年11月長野県側4村の順に供給を開始している。逓信省の資料によると、1926年末時点では電灯点灯数8660灯（需要家数3621戸）・動力用電力供給155キロワット、東京発電時代の1929年末時点では電灯点灯数1万4859灯（需要家数6195戸）・動力用電力供給201.3キロワットを数えた。
東京発電の供給区域は東京電灯に引き継がれた。しかし新潟・長野両県の供給区域は1937年（昭和12年）6月に地元の魚沼水力電気へと譲渡され（翌年11月さらに中央電気へ統合）、福島県側の供給区域も1939年（昭和14年）5月新潟電力へと譲渡されて、旧東京発電区域は東京電灯の管轄下を離れた。
1942年4月の配電統制令に基づく国策配電会社設立に際し、新潟県および福島県は東北配電の配電区域とされ、その地域内に中央電気・新潟電力が持つ配電関連設備はすべて東北配電へと出資された。長野県については中部配電（中部電力の前身）の配電区域に指定されたが、中央電気が長野県北部に有した供給区域（旧信越電力区域を含む計10町村）は暫定的に東北配電の配電区域に含むものとされ、当該地域の配電関連設備も中央電気から東北配電へと出資されている。1942年10月になり区域整理が実施され、長野県内に残る東北配電区域は中部配電へと吸収された。

### 企業史
- 昭和電工社史編纂室 編『昭和電工五十年史』昭和電工、1977年。
- 中部配電社史編集委員会 編『中部配電社史』中部配電社史編集委員会、1954年。NDLJP:2475986。
- 東北電力 編『東北地方電気事業史』東北電力、1960年。NDLJP:2491854。
- 東京電力 編『関東の電気事業と東京電力』東京電力、2002年。
  - 東京電力 編『関東の電気事業と東京電力』資料編、東京電力、2002年。
- 日本発送電解散記念事業委員会 編『日本発送電社史』技術編、日本発送電解散記念事業委員会、1955年。NDLJP:2463191。

### 逓信省資料
- 逓信省電気局 編『電気事業要覧』第19回、電気協会、1928年。NDLJP:1076946。
- 逓信省電気局 編『電気事業要覧』第22回、電気協会、1931年。NDLJP:1077068。
- 電気庁 編『電気事業要覧』第31回、電気協会、1940年。NDLJP:1077029。
- 東京逓信局 編『管内電気事業要覧』第6回、電気協会関東支部、1929年。NDLJP:1140012。
- 『許可水力地点要覧』逓信省電気局、1931年。NDLJP:1187651。

### その他書籍
- 大阪屋商店調査部 編『株式年鑑』昭和5年度、大同書院、1930年。NDLJP:1075457。
- 国分理 編『電源只見川開発史』福島県土木部砂防電力課、1960年。NDLJP:1701451。
- 埼玉県 編『荒川』人文II、埼玉県、1988年。NDLJP:9644228。
- 事業之日本社 編『事業年鑑』大正16年、事業之日本社、1926年。NDLJP:976224。
- 商業興信所 『日本全国諸会社役員録』
  - 『日本全国諸会社役員録』第28回、商業興信所、1920年。NDLJP:936472。
  - 『日本全国諸会社役員録』第32回、商業興信所、1924年。NDLJP:936463。
  - 『日本全国諸会社役員録』第36回、商業興信所、1928年。NDLJP:1077361。
- 津南町史編さん委員会 編『津南町史』通史編下巻、津南町役場、1985年。NDLJP:9539829。
- 新潟県中頸城郡教育会 編『中頸城郡誌』第三巻、新潟県中頸城郡教育会、1941年。NDLJP:1042136。
- 日本動力協会『日本の発電所』東部日本篇、工業調査協会、1937年。NDLJP:1257046。

### 記事
- 「彙報 東京電灯増電計画」『工業雑誌』第45巻第586号、工業雑誌社、1916年8月、43頁、NDLJP:1561673/40。
- 「彙報 中津川水力の創立」『工業雑誌』第45巻第588号、工業雑誌社、1916年9月、38頁、NDLJP:1561675/39。
- 「彙報 千曲川水利権問題」『工業雑誌』第45巻第592号、工業雑誌社、1916年11月、49頁、NDLJP:1561679/44。
- 「彙報 関東水電成立」『電気世界』第9巻第6号、電気世界社、1919年6月、66頁、NDLJP:1486650/88。
- 「雑録 関東水電の近況」『発電水力』第80号、発電水力研究会、1921年9月、13頁、NDLJP:1521064/15。
- 「時報 関東水電」『現代之電機』第9巻第8号、工業教育会、1923年8月、44頁、NDLJP:1527965/32。
- 「彙報 東北電力会社重役決定」『工業雑誌』第62巻第782号、工業雑誌社、1926年2月、100頁、NDLJP:1561870/43。
- 「会社の批判 信越電力株式会社」『インヴェストメント』第4巻第4号、インヴェストメント社、1926年10月、70-73頁、NDLJP:1468257/40。
- 「雑録 東電への信濃川発電所売り渡電力量」『ワット』第3巻第3号、ワット社、1930年3月、38-39頁、NDLJP:1497609/22。
- 青木雄次郎「金融上より見たる会社批判 信越電力株式会社」『銀行論叢』第11巻第4号、銀行問題研究会、1928年10月、102-108頁、NDLJP:1587359/55。
- 永岡凉風「ゴッダ返し裡に明けた昭和六年初頭の事業界」『実業時代』第8巻第1号、実業時代社、1931年1月、18-23頁、NDLJP:1541188/13。
- 森秀「東京方面の電力系統」『電気学会雑誌』第482号、電気学会、1928年9月、888-908頁、doi:10.11526/ieejjournal1888.48.888。